# Posadnik
Posadnik (rusko посадник, posadnik) je bil župan v nekaterih ruskih mestih in mestnih državah. Najbolj znana sta bila posadnika Novgoroda in Pskova.
Izraz »posadnik« izhaja iz starocerkvenoslovanskega »posaditi« - postaviti na mesto. Posadnik se je tako imenoval zato, ker so jih kijevski knezi prvotno postavili na ta položaj, da bi vladali v njihovem imenu. Od začetka 12. stoletja so bili posadniki voljeni.

## Novgorod
O posadnikih govorijo že ruske legende, na primer o posadniku Gostomislu iz 9. stoletja, vendar se je izraz posadnik prvič pojavil šele v Primarni kroniki v zapisu za leto 997. Najzgodnejši novgorodski posadniki so bili Dobrina, stric kijevskega kneza Vladimirja Velkega, njegov sin Konstantin Dobrinič in Ostromir, ki slovi kot  pokrovitelj Ostromirovega evangelija. Evangelij je spadal med prve knjige, izdane v Rusiji, in se zdaj  nahaja v Ruski nacionalni knjižnici v Sankt Peterburgu. Posadniki so omenjeni tudi v dokumentu iz leta 1189 (SDHK 44456).
V Novgorodski republiki je bil mestni posadnik izvoljen izmed bojarjev na veči (javna skupščina). Volitve so potekale vsako leto. Novgorodski bojarji so se od bojarjev v drugih ruskih deželah razlikovali po tem, da kategorija ni bila kasta in je lahko vsak bogat trgovec upravičeno upal, da bo dosegel rang bojarja. 
Valentin Janin, sovjetski »nestor« srednjeveške novgorodske zgodovine, je ugotovil, da je večina posadnikov službo opravljala zaporedoma včasih desetletje ali več in nato funkcijo pogosto prenesla na svojega sina ali bližnjega sorodnika, kar kaže, da je bila funkcija domena bojarskih klanov in da volitve v resnici niso bile »svobodne in poštene«. Janinova teorija je izpodbijala razumevanje zgodovinarjev o Novgorodski republiki in jo pokazala kot bojarsko republiko z malo ali nič demokratičnih elementov. Pokazala je tudi, da je bilo veleposestniško bojarstvo močnejše od trgovskih in obrtniških slojev, za katere se je do takrat domnevalo, da so igrali pomembno vlogo v političnem življenju mesta. Prav tako je postavila pod vprašaj pravo naravo veča, ki ga je do takrat večina znanstvenikov  štela za demokratičnega. Janinova razlaga novgorodske vlade kot dedne oligarhije ni splošno sprejeta.
Prvotno je bil v mestu samo en posadnik, sčasoma pa se je urad začel množiti, dokler ni bilo ob koncu republike približno 24 posadnikov. Obstajali so tudi posadniki za vsako od mestnih okrožij (rusko konec, mn. konci). Množitev urada  se je začela v 50. letih 13. stoletja, ko je posadnik Oncifor Lukinič izvedel vrsto reform.  Upokojeni posadniki so dobili  naziv »stari posadnik« (старый посадник), delujoči posadniki pa so se imenovali »stopenjski posadnik« (степенный посадник). V skladu z reformo leta 1416-1417 se je število posadnikov povečalo za trikrat, stopenjske posadnike pa se je volilo za obdobje šestih mesecev. Na ta način so si različni bojarski klani lahko delili oblast, da eden ali drugi od njih ne bi monopoliziral oblasti ali bil izključen, če bi izgubil volitve. Bojarstvo kot tako je s tem izgubilo nekaj svoje moči. Nekateri poznavalci so trdili, da je vodja republike postal novgorodski nadškof in stal nad prepiri med bojarji, vendar se zdi, da so si nadškofje delili oblast z bojarstvom, kolektivno vodstvo pa je poskušalo vladati s soglasjem. Zmanjšanje bojarske moči je v 15. stoletju morda oslabilo tudi Novgorod kot celoto, s čimer bi se lahko pojasnilo niz porazov, ki jih je utrpel v spopadih z Moskvo, in morebiti tudi padec neodvisnega Novgoroda.
Posadništvo (županstvo) v Novgorodu je bilo ukinjeno skupaj z večem, ko je veliki moskovski knez Ivan III. Vasiljevič  leta 1478 zavzel mesto. Ko ga je nadškof Feofil (1470-1480) v imenu Novgorodcev vprašal, kakšno vlado želi, mu je Ivan preko  kneza Patrikejeva odgovoril, da v  »Novgorodu ne bo ne veča ne posadnika  in da mu bo vladala njegova vlada«.

## Pskov
V Pskovu je bilo od leta 2308 do 1510 78 znanih posadnikov. Posadništvo je bilo ukinjeno leta 1510, ko je mesto zasedel  moskovski veliki knez Vasilij III. Ivanovič.